# Argumentum ad numerum
Argumentum ad numerum – błąd logiczny bardzo blisko związany z błędem argumentum ad populum. Popełniany jest, gdy ktoś przekonuje, że słuszność jakiegoś poglądu jest wprost proporcjonalna do liczby tych, którzy go popierają.

## Przykłady
- Większość religioznawców uważa, że Ewangeliści nie przedstawili prawdy o Jezusie, a jedynie wiarę ówczesnych wspólnot. Należy więc uznać to rozwiązanie za słuszne.
- Boga nie ma, wystarczy zauważyć, że większość naukowców w USA to ateiści[1].
- Bóg istnieje, wystarczy zauważyć, że większość ludzi na świecie to wierzący.